# Cap Leeuwin (maják)
Maják Cap Leeuwin se nachází na mysu Cap Leeuwin v jihozápadní části australského kontinentu Západní Austrálie.

## Popis
Maják je tvořen kulatou zděnou vápencovou věží s lucernou a galerií na čtvercové jednopodlažní základně, ve které je umístěno skladiště.
Maják slavnostně otevřel John Forrest v roce 1895. Maják je plně automatizován a kromě navigace slouží jako důležitá automatizovaná meteorologická stanice. Maják a okolí je zpřístupněno turistickému ruchu.
Nejbližší funkční maják se nachází na sever od mysu Cap Leuwin, je to maják Cap Hamelin, jižně od pláže Hemelin Bay.
Na majáku sloužil jako pomocník mladý Felix von Luckner, který je znám jako válečný hrdina první světové války, kdy jako velitel pomocného křižníku Seeadler zajal 14 nepřátelských lodí bez ztráty na životech jejich posádek. Felix von Luckner musel utéci poté, co jej přistihl velitel majáku in flagranti s jeho dcerou.

## Galerie

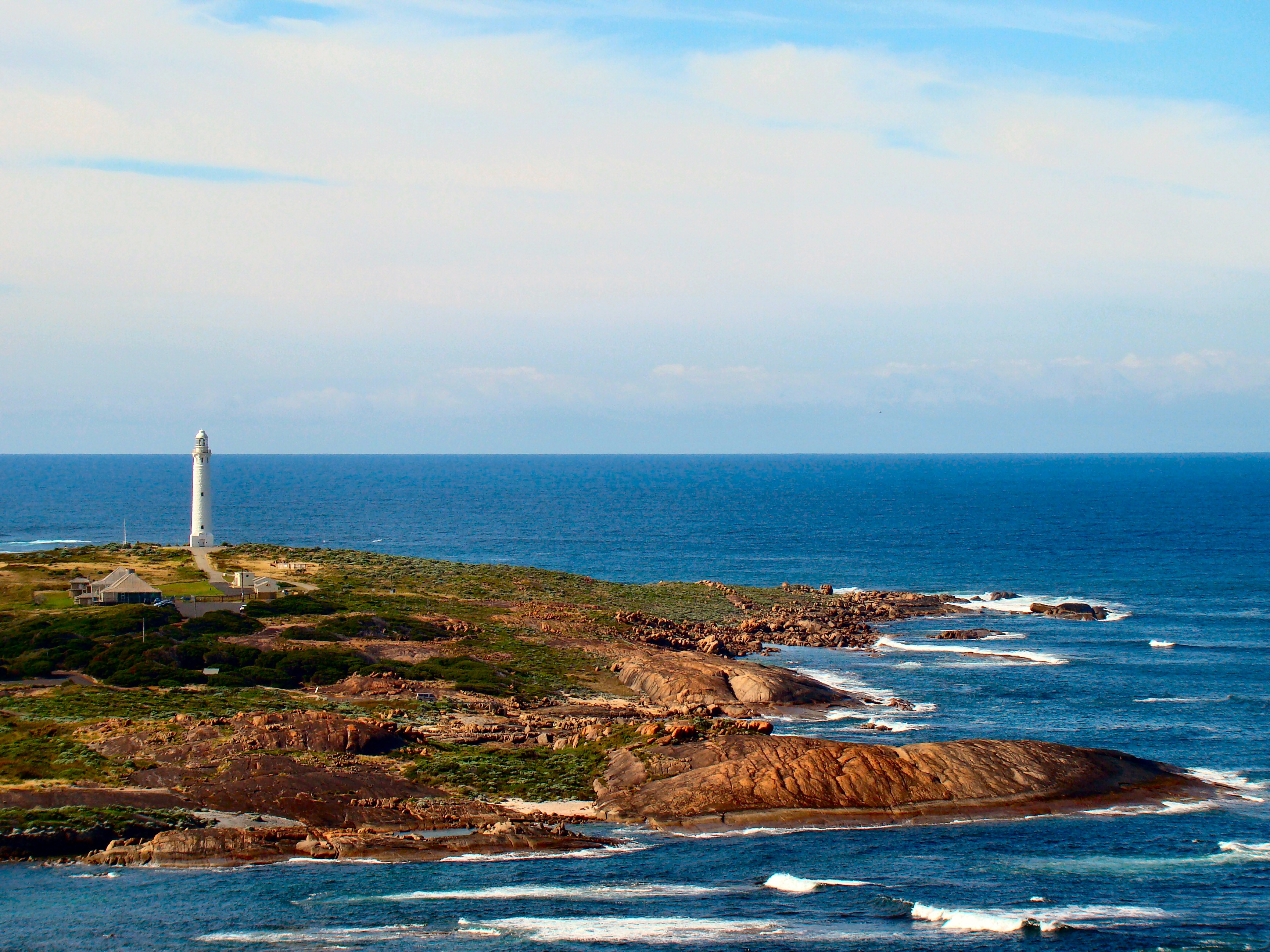
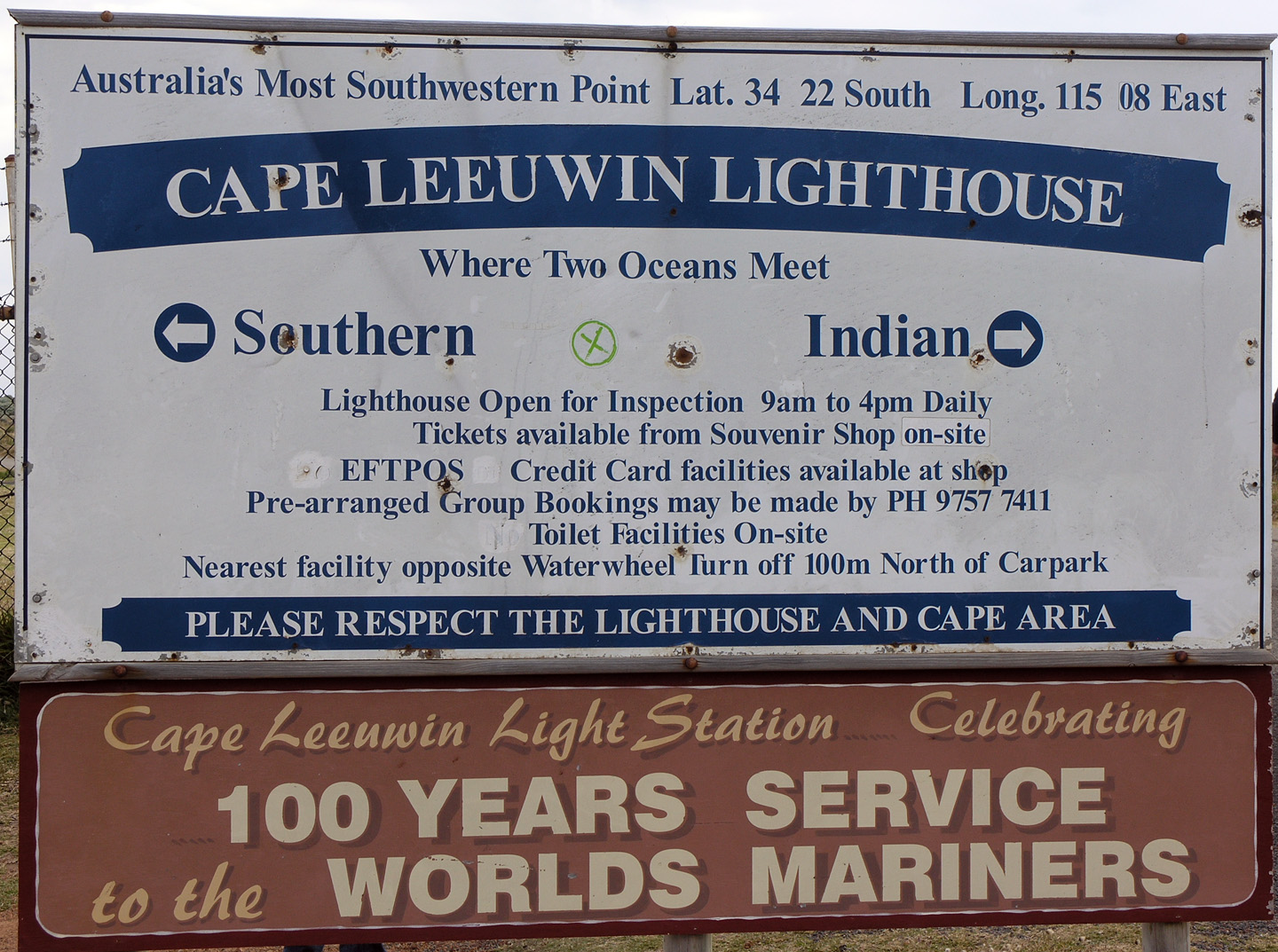
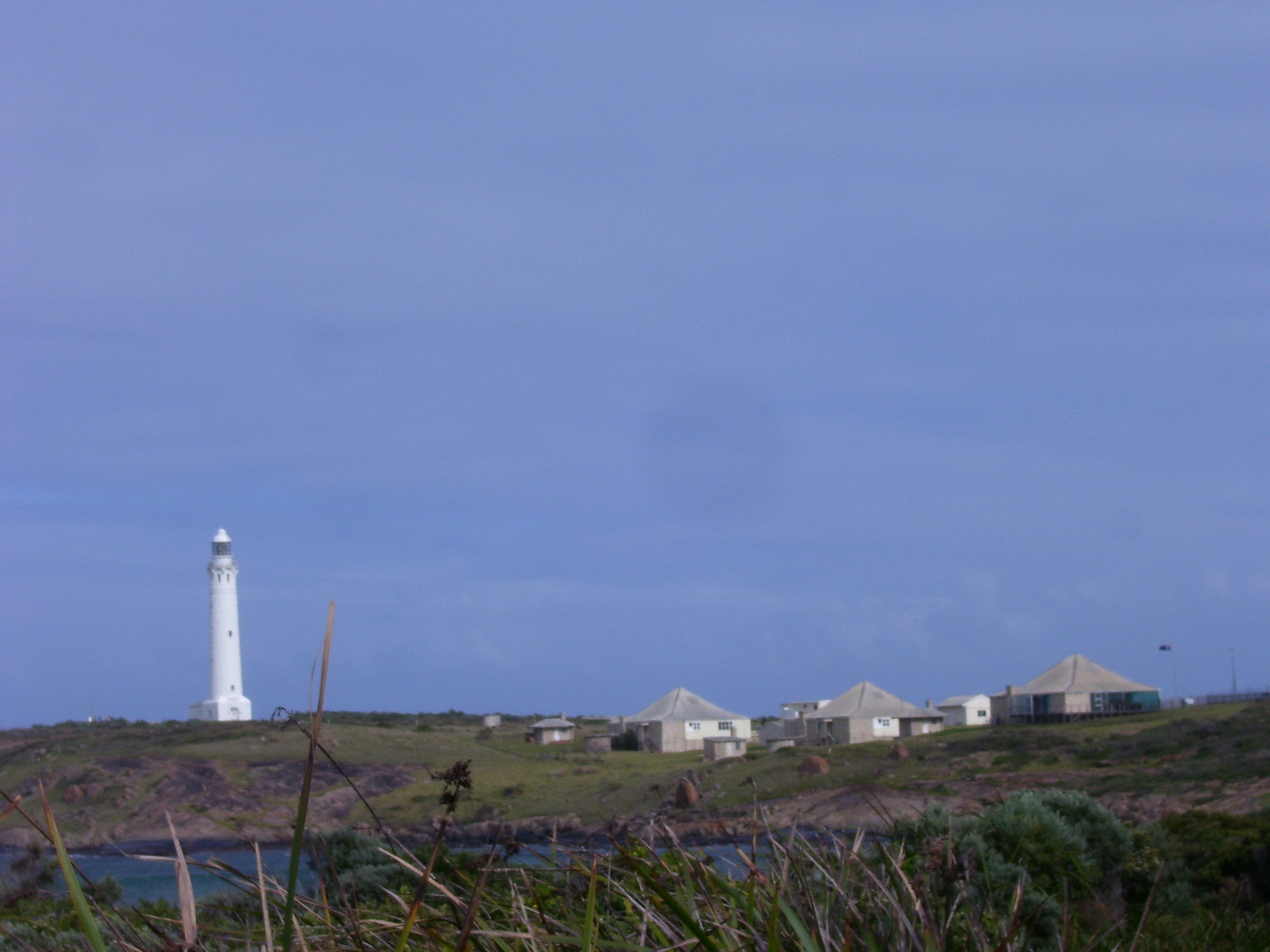
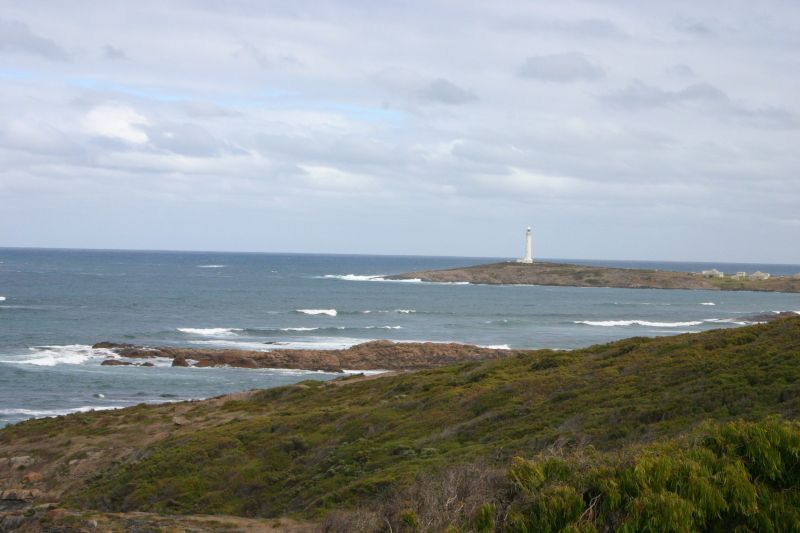